# Lucjan Józef Kępiński
Lucjan Józef Kępiński (ur. 9 marca 1892 w Dmeninie k. Radomska, zm. 14 czerwca 1979 w Łodzi) – uczestnik I wojny światowej, wojny polsko-bolszewickiej, kawaler Orderu Virtuti Militari,  dowódca batalionu „Łużki” Korpusu Ochrony Pogranicza, uczestnik kampanii wrześniowej.

## Życiorys
Lucjan Józef Kępiński urodził się 9 marca 1892 roku w Dmeninie k. Radomska, w rodzinie Bronisława, sędziego, i Marcjanny z Wójcików. Miał trzech braci i cztery siostry o imionach: Bolesław, Bronisław, Mieczysław, Helena, Janina, Zofia i Stefania. Mieczysław, był kapitanem Wojska Polskiego, pełniącym służbę w kwaterze głównej 1 Dywizji Pancernej. Jego braćmi stryjecznymi byli: pułkownik Józef Lucjan Kępiński i profesor Felicjan Kępiński.
Lucjan Kępiński ukończył Gimnazjum im. Bolesława Chrobrego w Piotrkowie Trybunalskim i studia nauczycielskie.
Powołany w 1913 r. do armii rosyjskiej, został skierowany w 1914 r. do Mikołajewskiej Szkoły Wojennej w Kijowie, którą ukończył w stopniu porucznika w 1915 r. W 9 Zaamurskim pogranicznym pułku piechoty (armia rosyjska) odznaczony Orderem św. Włodzimierza z mieczami i kokardą (nr 1113) oraz Krzyżem św. Jerzego 3. stopnia (nr 166139) za zasługi w boju pod Brzeżanami 18 czerwca 1917 r. Wstąpił do I Korpusu Polskiego gen. Józefa Dowbor-Muśnickiego, sformowanego z żołnierzy polskich w armii rosyjskiej w oparciu o 3 Dywizję Strzelców Polskich.
Jesienią 1918 r. zgłosił się do Wojska Polskiego. Rozkazem dowódcy 3 Dywizji Strzelców Polskich gen. Wacława Iwaszkiewicza w listopadzie 1918, skierowany do rozbrojenia Niemców w Skierniewicach.
Przyjęty formalnie 24 grudnia 1918 r. w szeregi Wojska Polskiego z byłego I Korpusu Polskiego z zatwierdzeniem posiadanego stopnia porucznika. Rozkazami Szefa Sztabu Generalnego skierowany z dniem 18.12. 1918 r. do Piotrkowa Trybunalskiego pod rozkazy pułkownika Jana Rządkowskiego formującego 26 pułk piechoty (piotrkowski). Kompania szturmowej, którą dowodził, po wyszkoleniu wyszła ze składu pułku z początkiem lutego i już więcej do pułku nie wróciła. W Wielkopolsce uczestniczył w tworzeniu przez Józefa Dowbor-Muśnickiego regularnych jednostek 4 Dywizji Strzelców Wielkopolskich, formowanych przez płk. Stanisława Wilhelma Skrzyńskiego. Pod dowództwem gen. Edwarda Rydza-Śmigłego, brał udział w ofensywie letniej 1919 r. Frontu Litewsko-Białoruskiego w walkach o wyzwolenie Inflant i ziemi po prawej stronie Dźwiny (Łotwa). Służył w 66 Kaszubskim pułku strzelców, którego szefostwo 24 października 1919 r. objął Józef Piłsudski.
W wojnie z bolszewikami w 1920 r. dowodził III batalionem 66 Kaszubskiego pułku piechoty im. Marszałka Józefa Piłsudskiego . Wspierał grupę mjr. Jaworskiego w obronie Kalenkowicz. Pod Bobrujkami uczestniczył w rozbiciu bolszewickiego 216 pułku piechoty im. Lenina. Ranny w walce na linii Bugu 5 sierpnia 1920 r. Gen. Broni Józef Haller w wykonaniu rozkazu Naczelnego Wodza nadał mu Krzyż Orderu Wojskowego Virtuti Militari kl. V (Nr 265) „(…) za akcję pod Szumakami, gdzie porucznik Kępiński, dowiedziawszy się, iż połowa 10-tej Kompanji dostała się do niewoli, zebrał resztę tej Kompanji i mimo braku amunicji w walce na białą broń po zaciętej bitwie uwolnił z niewoli zebranych towarzyszów broni, pozostając mimo otrzymanej rany w szeregu. (…)”. W bitwie warszawskiej walczył pod komendą Naczelnego Wodza. Dowodził III baonem 66 pp w zaczepnym manewrze znad Wieprza (16 sierpnia 1920 r.) pod Okrzeją, Łysobykami. W gwałtownej utarczce pod Seroczynem (17 sierpnia 1920 r.) batalion zniósł oddział piechoty rosyjskiej, wziął do niewoli szefa oddziału wywiadowczego dywizji, wielu jeńców i liczny tabor. Po wkroczeniu do Wyszkowa, mimo skrajnego zmęczenia i entuzjastycznego powitania mieszkańców, rzucił się w pościg za bolszewikami, dopadł ich i po krótkiej wymianie strzałów oraz uderzeniu na bagnety rozbił wroga pod Pierzchałami. W morderczym szturmie Twierdzy Horodec dniach 14–24 września 1920 r. bez pomocy ciężkiej artylerii i niezbędnych do tego środków technicznych (nieustanne uderzenia i kontrataki, walka na kolby, bagnety, karabiny ręczne i maszynowe pod ostrzałem artylerii i kartaczy pociągów pancernych „Moskwa” i „Trockij”, wysadzanie mostów i unieszkodliwianie pancerek, okopywanie, forsowanie drutów i zasieków, okrążanie i wychodzenie z okrążenia) jako dowódca III batalionu i żołnierz odznaczył się męstwem i nieustępliwością w najcięższych i najkrwawszych walkach. Marszałek Józef Piłsudski na wniosek dowódcy pułku ppłk. Jarnuszkiewicza osobiście odznaczył go Krzyżem Walecznych (1246).
Po zakończeniu wojny polsko-bolszewickiej dowodził stacjonującym w Grudziądzu batalionem III/66 pp. (kaszubskim) w składzie 16 Dywizji Piechoty (Pomorskiej) – dowódca gen. Kazimierz Ładoś. W sierpniu 1923 roku powierzono mu pełnienie obowiązków dowódcy batalionu sztabowego 64 pułku piechoty. W następnym miesiącu został przesunięty na stanowisko pełniącego obowiązki komendanta kadry batalionu zapasowego. W następnym roku został przesunięty na stanowisko komendanta składnicy wojennej. 3 maja 1926 roku awansował na majora ze starszeństwem z dniem 1 lipca 1925 roku i 68. lokatą w korpusie oficerów piechoty. W latach 1927–1929 był komendantem Rejonu Przysposobienia Wojskowego i Wychowania Fizycznego 16 DP. Na tym stanowisku propagował aktywność i sprawność fizyczną młodzieży oraz wspierał działalność Przysposobienia Wojskowego Kobiet. W lipcu 1929 roku został przeniesiony do 65 pułku piechoty na stanowisko dowódcy II batalionu detaszowanego w Gniewie. Był członkiem Związku Żołnierzy I Polskiego Korpusu Wschodniego.
W marcu 1932 roku został przeniesiony do Korpusu Ochrony Pogranicza i wyznaczony na stanowisko dowódcy batalionu KOP „Łużki”.
21 marca 1935 roku został przeniesiony z KOP do Powiatowej Komendy Uzupełnień Skierniewice celem odbycia praktyki poborowej z zachowaniem dotychczasowego dodatku służbowego. W 1937 roku został wyznaczony na stanowisko komendanta PKU Skierniewice. 1 września 1938 roku dowodzona przez niego jednostka została przemianowana na Komendę Rejonu Uzupełnień Kraków Powiat, a zajmowane przez niego stanowisko otrzymało nazwę „komendant rejonu uzupełnień”. W 1939 roku w dalszym ciągu pełnił służbę na tym stanowisku. 1 września 1939 roku był komendantem garnizonu Skierniewice.
W planie mobilizacyjnym 1939 przewidziany na dowódcę 18 pułku piechoty w II rzucie. Ośrodkiem zapasowym mobilizowania pułku miał być Łowicz. Szybki rozwój wypadków i rozkaz d-cy OK Łódź z 3 września 1939 skierowały wojsko z placu Skierniewice (rezerwiści i pozostałości pułków 26 DP Skierniewickiej) przez Grójec na Garwolin. W nocy 6/7 września 1939  po walce i silnym bombardowaniu ppłk Lucjan Kępiński (ostatni z wojskowych) opuścił Skierniewice, udając się z wojskiem na Grójec. W walce z niemiecką 1 DPanc., ośrodek ten został rozproszony w rejonie Góry Kalwarii (wieś Drwalew) w dniach 8/9 września 1939 r. Ranny Lucjan Kępiński został wzięty do niewoli.
Przebywał w sześciu obozach jenieckich, w tym w trzech karnych: Oflag II A Prenzlau – Angermunde numer jeniecki: 1385/II A, Stalag XXI A Schildberg (Ostrzeszów – do 15.12.1940 r.), Oflag VIII B Silberberg (Srebrna Góra w Górach Sowich – do 20.03.1940 r.), Oflag X A Sandbostel k. Hanoweru (do 06.07.1941 r.), Oflag XII A Hadamar k. Limburga (od 06 07.1941 r.), Oflag VII A Murnau (najpóźniej od września 1942 r.). Należał do starszyzny i uczestniczył w konspiracji obozowej.
Lucjan Kępiński powrócił do Polski we wrześniu 1945 wstąpił do ludowego Wojska Polskiego. Od 19 października do 10 listopada 1945 był dowódcą 2 Oddziału Ochrony Pogranicza w Poznaniu. Do 1947 roku był szefem Wydziału Wojsk Ochrony Pogranicza Poznańskiego Okręgu Wojskowego, a następnie dowódcą 13 pułku piechoty. W latach 1947–1949 pełnił służbę w Akademii Sztabu Generalnego w Rembertowie na stanowisku starszego wykładowcy taktyki. W 1949 roku wraz z napływem do Polski oficerów sowieckich zmuszony został do opuszczenia szeregów wojska. Był nauczycielem w Łodzi.
Zmarł 14 czerwca 1979 roku w Łodzi. Pochowany został na cmentarzu wojskowym w Łodzi.
Pułkownik Lucjan Kępiński był żonaty z Marią Konstancją z Białostockich h. Jastrzębiec (1900–1982), z którą miał syna Jerzego Zbigniewa (1919–2001) oraz córki Halinę (ur. 1923) i Danutę Aleksandrę (ur. 1928).
Jerzy Kępiński był kapitanem Armii Krajowej, odznaczonym Orderem Virtuti Militari z nadania prezydenta RP w Londynie, dwukrotnie Krzyżem Walecznych, Złotym Krzyżem Zasługi i Krzyżem Partyzanckim.
Halina Kępińska-Bazylewicz ps. „Kora” – doktor nauk medycznych, podpułkownik Armii Krajowej, odznaczona Krzyżem Walecznych, Złotym Krzyżem Zasługi i Krzyżem Partyzanckim.

## Ordery i odznaczenia
- Krzyż Srebrny Orderu Wojskowego Virtuti Militari nr 265
- Krzyż Komandorski Orderu Odrodzenia Polski
- Krzyż Walecznych[30]
- Złoty Krzyż Zasługi
- Medal Niepodległości (9 listopada 1933)[31]
- Srebrny Krzyż Zasługi (3 sierpnia 1928)[32]
- Medal Pamiątkowy za Wojnę 1918–1921[30]
- Medal Dziesięciolecia Odzyskanej Niepodległości[30]
- Medal Zwycięstwa i Wolności 1945
- Srebrny Medal za Długoletnią Służbę
- Brązowy Medal za Długoletnią Służbę
- Odznaka za Rany i Kontuzje (trzykrotnie)
- Odznaka pamiątkowa Korpusu Ochrony Pogranicza[33]
- Państwowa Odznaka Sportowa[33]
- Order Świętego Włodzimierza z mieczami i kokardą nr 1113 (Imperium Rosyjskie)
- Krzyż Zasługi Wojskowego Orderu Świętego Jerzego 3. stopnia nr 166139 (Imperium Rosyjskie)
- Medal Zwycięstwa („Médaille Interalliée”)